# Rocca San Casciano

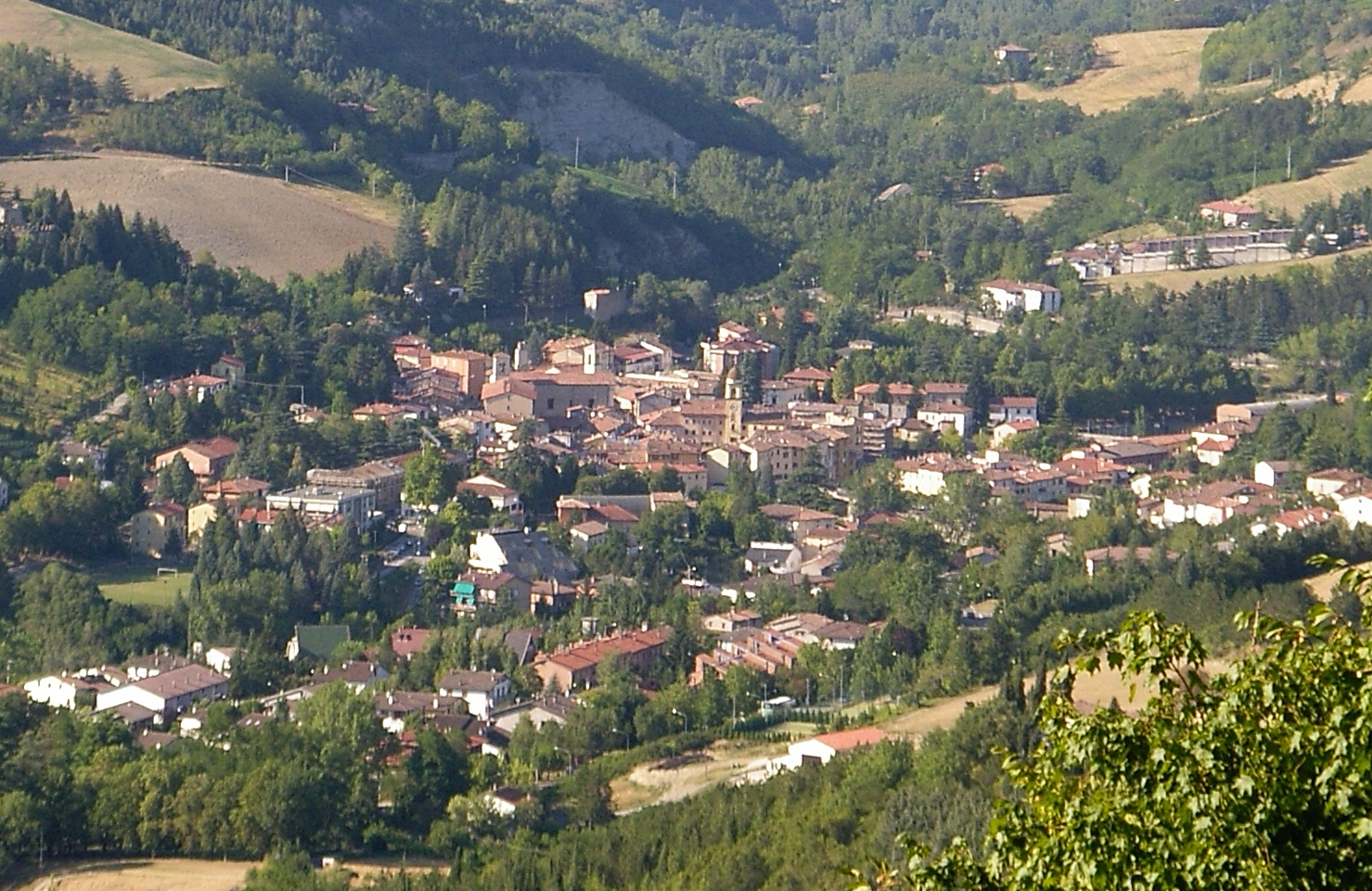
Rocca San Casciano

Rocca San Casciano is een gemeente in de Italiaanse provincie Forlì-Cesena (regio Emilia-Romagna) en telt 2103 inwoners (31-12-2004). De oppervlakte bedraagt 50,1 km², de bevolkingsdichtheid is 42 inwoners per km².

## Demografie
Rocca San Casciano telt ongeveer 919 huishoudens. Het aantal inwoners daalde in de periode 1991-2001 met 2,1% volgens cijfers uit de tienjaarlijkse volkstellingen van ISTAT.
| Jaar | Inwoneraantal |
| ---- | ------------- |
| 1991 | 2161          |
| 2001 | 2116          |
| 2011 | 2034          |
| 2020 | 1810          |

## Geografie
Rocca San Casciano grenst aan de volgende gemeenten: Dovadola, Galeata, Modigliana, Portico e San Benedetto, Predappio, Premilcuore, Tredozio.
Bagno di Romagna · Bertinoro · Borghi · Castrocaro Terme e Terra del Sole · Cesena · Cesenatico · Civitella di Romagna · Dovadola · Forlimpopoli · Forlì · Galeata · Gambettola · Gatteo · Longiano · Meldola · Mercato Saraceno · Modigliana · Montiano · Portico e San Benedetto · Predappio · Premilcuore · Rocca San Casciano · Roncofreddo · San Mauro Pascoli · Santa Sofia · Sarsina · Savignano sul Rubicone · Sogliano al Rubicone · Tredozio · Verghereto
- Virtual International Authority File: 234806542
- WorldCat: E39PCjDvh3kJxbG7WwjJgFV7gX

1. ↑  https://demo.istat.it/?l=it.